# Lelio Pellesina
Lelio Pellesina (Lonato del Garda, 1602 – prima del 1683) è stato un architetto italiano.
Nato a Lonato, in provincia di Brescia, ancora giovane si trasferì a Verona ove ebbe modo di studiare disegno e architettura civile diventando architetto. Tra i suoi primi lavori vi fu la direzione del cantiere per la chiesa di Santa Maria Assunta ad Avio (in provincia di Trento) e il rinnovamento della chiesa di San Nicolò all'Arena a Verona. Insieme al figlio Vincenzo realizzò il braccio di palazzo Canossa che si estende sino all'Adige, con stanze ai piani terreno, superiori e mezzanini. A lui viene attribuito anche il progetto per il rinnovamento, avvenuto nel 1636, del chiostro minore della chiesa di Santa Eufemia di Verona. Si presume che sia morto prima del 1683.